# Àlex Corretja
Àlex Corretja Verdegay (ur. 11 kwietnia 1974 w Barcelonie) – hiszpański tenisista narodowości katalońskiej, finalista wielkoszlemowego French Open w grze pojedynczej, wicelider rankingu światowego, medalista olimpijski w grze podwójnej z Sydney (2000), zdobywca Pucharu Davisa.
Od grudnia 2001 roku jest żonaty (z Martą Cors), ma dwie córki (Aroę, ur. 2003 i Carlę, ur. 2005).

## Kariera tenisowa
Jako junior wygrał turniej Orange Bowl do lat 16 w 1990 roku.
W zawodowym gronie tenisistów Corretja występował w latach 1991–2005.
Pierwszy finał rangi ATP World Tour osiągnął w 1992 roku w Guaruji, przegrywając z Carstenem Arriensem. Wynik ten dał Hiszpanowi awans do czołowej setki rankingu światowego.
W 1993 roku osiągnął 2 półfinały i 4 ćwierćfinały rozgrywek ATP World Tour. Przełomowy w jego karierze okazał się kolejny sezon – w 1994 roku był w półfinałach w Meksyku, Barcelonie, Madrycie, Indianapolis, Atenach i Santiago, a jesienią w finale w Palermo (przegrał z Alberto Berasateguiem). W listopadzie 1994 roku wygrał swój pierwszy turniej, pokonując w finale w Buenos Aires Javiera Franę.
W 1995 roku Corretja był w 4 rundzie wielkoszlemowego French Open, a w turnieju w Gstaad pokonał Thomasa Mustera, przerywając serię 40 zwycięstw na kortach ziemnych tego zawodnika. W 1996 roku głównie dzięki 3 finałom turniejowym (Hamburg, Kitzbühel, Marbella) znalazł się po raz pierwszy w czołowej dwudziestce rankingu światowego (nr 19. w październiku 1996 roku). Był również w ćwierćfinale US Open, gdzie uległ Pete’owi Samprasowi w pięciosetowym pojedynku, w którym Amerykanin zmagał się z kłopotami zdrowotnymi, a Hiszpan nie wykorzystał piłki meczowej.
W 1997 roku Corretja awansował już do najlepszej dziesiątki na świecie po zwycięstwie w Rzymie. W finale pokonał Marcelo Ríosa. W ciągu tego sezonu był w 5 finałach turniejowych, z czego 3 wygrał.
W sezonie 1998 tenisista hiszpański wygrał 5 turniejów, w dalszych 2 dochodził do finałów. Jeden z tych finałów osiągnął w wielkoszlemowym French Open, gdzie pokonał m.in. Hernána Gumy’ego w pojedynku 3 rundy, trwającym 5 godzin i 31 minut. Mecz ten (wygrany przez Corretję 6:1, 5:7, 6:7, 7:5, 9:7) stał się na kilka lat rekordem turnieju pod względem długości (później wynik ten poprawili Fabrice Santoro i Arnaud Clément). W dalszych rundach Corretja pokonał Jasona Stoltenberga, Filipa Dewulfa, a w półfinale Cédrica Pioline’a. W finale nie sprostał Carlosowi Moi, przegrywając 3:6, 5:7, 3:6. W lipcu triumfował w Gstaad, pokonując w finale Borisa Beckera. Podczas turniejów latem rozgrywanych w Stanach Zjednoczonych wygrał imprezę w Indianapolis, pokonując w finale Andre Agassiego i dochodząc do 4 rundy US Open (ponownie przegrał z Moyą). W październiku Corretja wygrał halowy turniej w Lyonie po finale z Tommym Haasem. Wyniki te dały mu awans do turnieju ATP World Tour World Championships. Zawody rozpoczął od zwycięstwa nad Andre Agassim (który skreczował w trzecim secie). Następnie przegrał pojedynek z Timem Henmanem, ale dzięki zwycięstwu nad rezerwowym Albertem Costą wyszedł z grupy. W półfinale pokonał lidera rankingu Pete’a Samprasa, a w decydującym meczu zrewanżował się Carlosowi Moi za porażkę w finale French Open. Corretja wygrał finał 3:6, 3:6, 7:5, 6:3, 7:5, a po turnieju awansował na 3. miejsce w rankingu światowym. Pozycję tę poprawił o jeszcze jedno miejsce na początku lutego 1999 roku.
Sezon 1999 był mniej udany dla Hiszpana, który dotarł do 3 finałów, był w ćwierćfinale French Open, ale żadnej imprezy nie wygrał.
W 2000 roku Corretja został mistrzem 5 turniejów, w tym imprezy w Indian Wells, gdzie wyeliminował m.in. zajmującego 3. miejsce w rankingu Magnusa Normana, a w finale Thomasa Enqvista. Po raz kolejny osiągnął ćwierćfinał French Open. Latem wygrał turnieje w Gstaad, Kitzbühel i Waszyngtonie. Ponownie wystąpił w turnieju Tennis Masters Cup, tym razem odpadając po meczach grupowych (wygrał z Lleytonem Hewittem, przegrał z Pete’em Samprasem i Maratem Safinem).
W 2001 roku po raz drugi dotarł do finału French Open. W drodze do finału pokonał m.in. Mariano Zabaletę, Fabrice’a Santoro, w ćwierćfinale Rogera Federera, w półfinale Sébastiena Grosjeana. Przegrał finał, rozgrywany w wietrznych warunkach, z Gustavo Kuertenem w czterech setach. W lipcu 2001 roku Corretja zwyciężył w Amsterdamie w finale pokonując Junusa al-Ajnawiego.
Ostatnie turnieje Corretja wygrał w 2002 roku – w Kitzbühel i Gstaad. Wygrał łącznie 17 turniejów w cyklu ATP World Tour, był także w 13 finałach.
W grze podwójnej odniósł 3 zwycięstwa turniejowe, a 4 razy przegrywał finały.
W 2000 roku w parze z Albertem Costą zdobył brązowy medal na igrzyskach olimpijskich w Sydney. w meczu półfinałowym Hiszpanie ulegli czołowej australijskiej parze Todd Woodbridge–Mark Woodforde, ale w pojedynku o brąz okazali się lepsi od reprezentantów RPA Johna-Laffnie de Jagera i Davida Adamsa.
Corretja bronił barw narodowych także w Pucharze Davisa oraz Drużynowym Pucharze Świata. W Pucharze Davisa bilans jego występów wynosi 20 zwycięstw i 11 porażek (w singlu i deblu). Debiutował w kwietniu 1996 roku w meczu z Izraelem, przyczyniając się do powrotu Hiszpanii w do grupy światowej. W 2000 roku przyczynił się do zdobycia przez zespół hiszpański trofeum, zdobywając punkty we wszystkich rundach.
Tenis Corretji opierał się na regularności. Hiszpan najlepiej czuł się na kortach o nawierzchni ziemnej, zazwyczaj pozostając na końcowej linii kortu i stamtąd wyprowadzając rotowane uderzenia. unikał ataków przy siatce, natomiast skutecznie grał tzw. minięcia (passing-shoty). Corretjia grał prawą ręką, z bekhendem jednoręcznym.
Ceniony za sportowe zachowanie na korcie, otrzymał wyróżnienie dziennikarzy sportowych dla najsympatyczniejszego tenisisty (tzw. nagrodę pomarańczy) w 1999 roku. Kilkakrotnie wybierano go do rady zawodników przy Stowarzyszeniu Tenisistów Zawodowych (ATP).

### Finały w turniejach ATP World Tour
| Legenda                                      |
| -------------------------------------------- |
| Wielki Szlem                                 |
| Igrzyska olimpijskie                         |
| Tennis Masters Cup / ATP Finals              |
| ATP Masters Series / ATP Tour Masters 1000   |
| ATP International Series Gold / ATP Tour 500 |
| ATP International Series / ATP Tour 250      |

#### Gra pojedyncza (17–13)
| Końcowy wynik | Nr  | Data                 | Turniej                     | Nawierzchnia    | Przeciwnik             | Wynik finału               |
| ------------- | --- | -------------------- | --------------------------- | --------------- | ---------------------- | -------------------------- |
| Finalista     | 1.  | 1 listopada 1992     | Guarujá                     | Twarda          | Carsten Arriens        | 6:7(5), 3:6                |
| Finalista     | 2.  | 2 października 1994  | Palermo                     | Ceglana         | Alberto Berasategui    | 6:2, 6:7(6), 4:6           |
| Zwycięzca     | 1.  | 13 listopada 1994    | Buenos Aires                | Ceglana         | Javier Frana           | 6:3, 5:7, 7:6(5)           |
| Finalista     | 3.  | 12 maja 1996         | Hamburg                     | Ceglana         | Roberto Carretero      | 6:2, 4:6, 4:6, 4:6         |
| Finalista     | 4.  | 28 lipca 1996        | Kitzbühel                   | Ceglana         | Alberto Berasategui    | 2:6, 4:6, 4:6              |
| Finalista     | 5.  | 6 października 1996  | Marbella                    | Ceglana         | Marc-Kevin Goellner    | 6:7(4), 6:7(2)             |
| Zwycięzca     | 2.  | 13 kwietnia 1997     | Estoril                     | Ceglana         | Francisco Clavet       | 6:3, 7:5                   |
| Finalista     | 6.  | 27 kwietnia 1997     | Monte Carlo                 | Ceglana         | Marcelo Ríos           | 4:6, 3:6, 3:6              |
| Finalista     | 7.  | 4 maja 1997          | Monachium                   | Ceglana         | Mark Philippoussis     | 6:7(3), 6:1, 4:6           |
| Zwycięzca     | 3.  | 18 maja 1997         | Rzym                        | Ceglana         | Marcelo Ríos           | 7:5, 7:5, 6:3              |
| Zwycięzca     | 4.  | 20 lipca 1997        | Stuttgart                   | Ceglana         | Karol Kučera           | 6:2, 7:5                   |
| Zwycięzca     | 5.  | 15 lutego 1998       | Dubaj                       | Twarda          | Félix Mantilla         | 7:6(0), 6:1                |
| Finalista     | 8.  | 10 maja 1998         | Hamburg                     | Ceglana         | Albert Costa           | 2:6, 0:6, 0:1 krecz        |
| Finalista     | 9.  | 6 czerwca 1998       | French Open, Paryż          | Ceglana         | Carlos Moyá            | 3:6, 5:7, 3:6              |
| Zwycięzca     | 6.  | 12 lipca 1998        | Gstaad                      | Ceglana         | Boris Becker           | 7:6(5), 7:5, 6:3           |
| Zwycięzca     | 7.  | 23 sierpnia 1998     | Indianapolis                | Twarda          | Andre Agassi           | 2:6, 6:2, 6:3              |
| Zwycięzca     | 8.  | 25 października 1998 | Lyon                        | Dywanowa (hala) | Tommy Haas             | 2:6, 7:6(6), 6:1           |
| Zwycięzca     | 9.  | 29 listopada 1998    | World Championship, Hanower | Twarda (hala)   | Carlos Moyá            | 3:6, 3:6, 7:5, 6:3, 7:5    |
| Finalista     | 10. | 17 stycznia 1999     | Sydney                      | Twarda          | Todd Martin            | 3:6, 6:7(5)                |
| Finalista     | 11. | 29 sierpnia 1999     | Long Island                 | Twarda          | Magnus Norman          | 6:7(4), 6:4, 3:6           |
| Finalista     | 12. | 19 września 1999     | Majorka                     | Ceglana         | Juan Carlos Ferrero    | 6:2, 5:7, 3:6              |
| Zwycięzca     | 10. | 19 marca 2000        | Indian Wells                | Twarda          | Thomas Enqvist         | 6:4, 6:4, 6:3              |
| Zwycięzca     | 11. | 16 lipca 2000        | Gstaad                      | Ceglana         | Mariano Puerta         | 6:1, 6:3                   |
| Zwycięzca     | 12. | 30 lipca 2000        | Kitzbühel                   | Ceglana         | Emilio Benfele Álvarez | 6:3, 6:1, 3:0 krecz        |
| Zwycięzca     | 13. | 20 sierpnia 2000     | Waszyngton                  | Twarda          | Andre Agassi           | 6:2, 6:3                   |
| Zwycięzca     | 14. | 22 października 2000 | Tuluza                      | Twarda (hala)   | Carlos Moyá            | 6:3, 6:2                   |
| Finalista     | 13. | 10 czerwca 2001      | French Open, Paryż          | Ceglana         | Gustavo Kuerten        | 7:6(3), 5:7, 2:6, 0:6      |
| Zwycięzca     | 15. | 22 lipca 2001        | Amsterdam                   | Ceglana         | Junus al-Ajnawi        | 6:3, 5:7, 7:6(0), 3:6, 6:2 |
| Zwycięzca     | 16. | 14 lipca 2002        | Gstaad                      | Ceglana         | Gastón Gaudio          | 6:3, 7:6(3), 7:6(3)        |
| Zwycięzca     | 17. | 28 lipca 2002        | Kitzbühel                   | Ceglana         | Juan Carlos Ferrero    | 6:4, 6:1, 6:3              |

#### Gra podwójna (3–4)
| Końcowy wynik | Nr | Data                | Turniej   | Nawierzchnia | Partner          | Przeciwnicy                       | Wynik finału  |
| ------------- | -- | ------------------- | --------- | ------------ | ---------------- | --------------------------------- | ------------- |
| Finalista     | 1. | 18 czerwca 1995     | Oporto    | Ceglana      | Jordi Arrese     | Tomás Carbonell Francisco Roig    | 3:6, 6:7      |
| Zwycięzca     | 1. | 1 października 1995 | Palermo   | Ceglana      | Fabrice Santoro  | Hendrik Jan Davids Piet Norval    | 6:7, 6:4, 6:3 |
| Finalista     | 2. | 20 kwietnia 1997    | Barcelona | Ceglana      | Pablo Albano     | Alberto Berasategui Jordi Burillo | 3:6, 5:7      |
| Zwycięzca     | 2. | 4 maja 1997         | Monachium | Ceglana      | Pablo Albano     | Karsten Braasch Jens Knippschild  | 3:6, 7:5, 6:2 |
| Finalista     | 3. | 22 lipca 2001       | Amsterdam | Ceglana      | Luis Lobo        | Paul Haarhuis Sjeng Schalken      | 4:6, 2:6      |
| Zwycięzca     | 3. | 29 lipca 2001       | Kitzbühel | Ceglana      | Luis Lobo        | Simon Aspelin Andrew Kratzmann    | 6:1, 6:4      |
| Finalista     | 4. | 28 lipca 2002       | Kitzbühel | Ceglana      | Lucas Arnold Ker | Robbie Koenig Thomas Shimada      | 6:7(3), 4:6   |